# Districte de Karviná
El districte de Karviná - (txec) Okres Karviná - és un districte de la regió de Moràvia i Silèsia, a la República Txeca. La capital és Karviná.

## Llista de municipis
Albrechtice ·  Bohumín ·  Český Těšín ·  Dětmarovice ·  Dolní Lutyně ·  Doubrava ·  Havířov · Horní Bludovice ·  Horní Suchá ·  Chotěbuz ·  Karviná ·  Orlová · Petrovice u Karviné ·  Petřvald ·  Rychvald ·  Stonava ·  Těrlicko